# 艋舺龍山寺
艋舺龍山寺，也稱萬華龍山寺，是位於臺灣臺北市萬華區（艋舺）的觀音寺，為龍山寺之一。建築在2018年被列為國定古蹟。

## 歷史沿革

### 清治時期

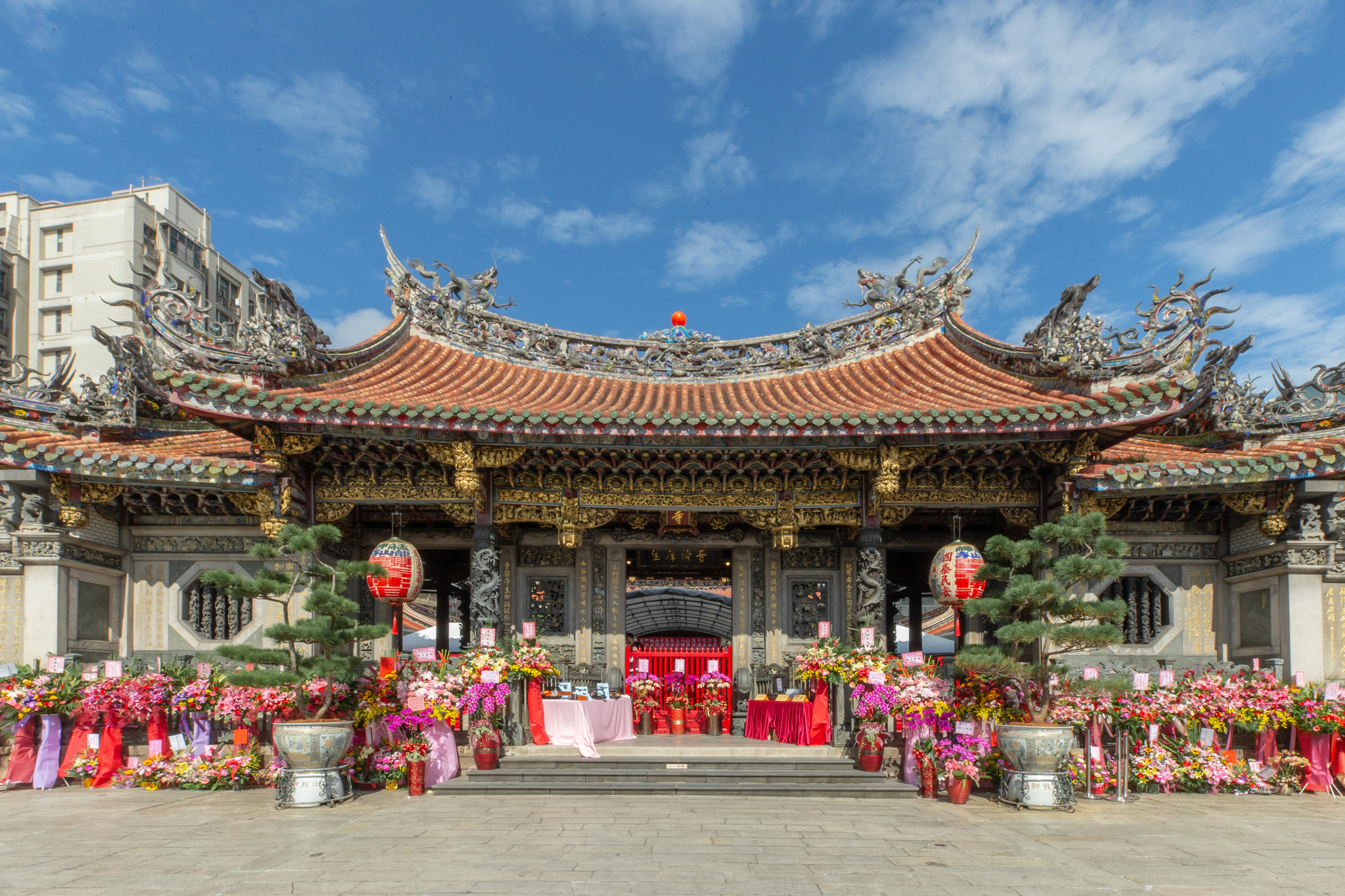
龍山寺三川殿

早期泉州三邑人到艋舺是以從事茶葉、藤條等生意為主，相傳雍正年間一位來自泉州三邑的藤條商人至境尾時，把泉州三邑人信仰中心的晉江龍山寺香火袋遺忘在竹枝上，被人視有神蹟而供奉。乾隆初年，三邑商人黃典謨發起建寺，募資銀二萬餘元。以風水家張察元堪輿，乾隆三年（1738年）五月十八動工，乾隆五年（1740年）二月落成。
正殿由三邑人晉江、惠安與南安等移民所捐獻；後來泉州南安（武榮）的林姓貿易商人（武榮林家）則單獨出資興建後殿，以供奉天上聖母（武榮媽）、文昌帝君及關聖帝君。根據推測，龍山寺在乾隆至嘉慶時期即已形成了前殿、正殿及後殿的三殿式格局。
此後三邑人便在蕃薯市至此寺之間，大興土木，興建舊街、新店街、龍山寺街，漸漸成為市鎮。廟為泉郊、北郊聚集的區域，訴訟糾紛裁決，均在這裡舉行。在縣丞官衙從新莊官衙轉到艋舺後，對外商業貿易大增。有「第一好張德寶、第二好黃仔祿嫂、第三好馬俏哥」艋舺富人排行的俗語。其中黃姓族群掌控大溪口、林姓族群掌握王公宮口、吳姓族群掌控滬尾渡頭，成為日後的艋舺三大姓，龍山寺寺務都由他們包辦。每遇大事，三邑的領袖群集龍山寺，共商大計。商賈要想在此順利作生意，都得向寺方繳納口捐，因此寺方於山腳下擁有大量祀田，世代由佃農耕種。
嘉慶二十年（1815年），寺身因地震重建。
咸豐三年（1853年），三邑人於頂下郊拚擊敗同安人領袖林佑藻後，兩族群分以龍山寺、保安宮作大本營，展開長期對峙，犧牲慘重。三邑人將此次械鬥期間罹難者的血衣，埋在龍山寺周圍的樹蘭花腳下。他們也為感謝塔悠的鄉親幫助打同安人，遂將龍山寺觀音像贈給，日後建立分香廟下塔悠金玉禪寺。
龍山寺的軍事組織曾多次穿越新店溪，直攻入漳州人大本營的板橋。龍山寺以在柯子崙的漳州人破壞龍山寺的水池風水為由，摧毀了同樣主祀觀音的中和慈雲巖，迫使漳州人在板橋重建接雲寺。與漳州人祭祀的芝山巖惠濟宮同樣有風水為由的糾紛，咸豐九年（1859年）逼得漳州人大敗退守芝山巖。相傳漳州人曾想進攻龍山寺，恰巧一名在寺池洗衣的孕婦發現示警而被殺，後來寺方尊稱其為「池頭夫人」，配祀在註生娘娘旁，也被視為看管地府血污池之女神。台北市奉祀池頭夫人有三，分別是艋舺龍山寺、大龍峒保安宮、大稻埕霞海城隍廟。為紀念與漳州人械鬥死的泉州五縣人，廟後曾設有五泉廟，後擴建時拆毀，但每逢中元普渡都會紙糊一座五泉廟加以祭祀。
同治六年（1867年），寺身再遭颱風侵蝕，再集資大修。滬尾泉州人黃龍安於同治年間在大嵙崁建立分香廟大溪龍山寺。
1884年清法戰爭期間，法軍進攻台灣（台灣民間稱為「西仔反」，「西仔」指法蘭西），劉銘傳棄守基隆，10月2日自基隆撤退時，劉銘傳因擔心法軍自滬尾攻入台北城，原本打算直接逃往竹塹城（今新竹），甚至有逃回台灣府之意，並下令據守淡水前線的孫開華退回保護其個人的安全，遭孫開華嚴拒。劉銘傳率領一千多名士兵，攜帶大量珠寶、金銀、細軟、糧秣欲離開台北，行經艋舺時，商民認為劉銘傳想逃跑而進行罷市、聚眾將劉包圍，甚至被從轎子中拉出來毆鬥，並大罵劉銘傳為「漢奸、懦夫」，然後監禁在艋舺龍山寺內，直到劉承諾會坐鎮台北督戰後才被放出來。:43-45,164-173,183
當劉銘傳要在艋舺下崁到板橋港仔嘴之間架設臺灣鐵路火車橋，艋舺三大姓的黃川流，怕自己在在下崁的房屋風水被破壞，以龍山寺公印作民意阻止興建。劉銘傳就將橋改建在枋隙（今臺北大橋附近），導致從此大船便沒有辦法駛進艋舺，艋舺日漸蕭條低沉，大商賈也相繼搬遷到大稻埕。

### 日治時期

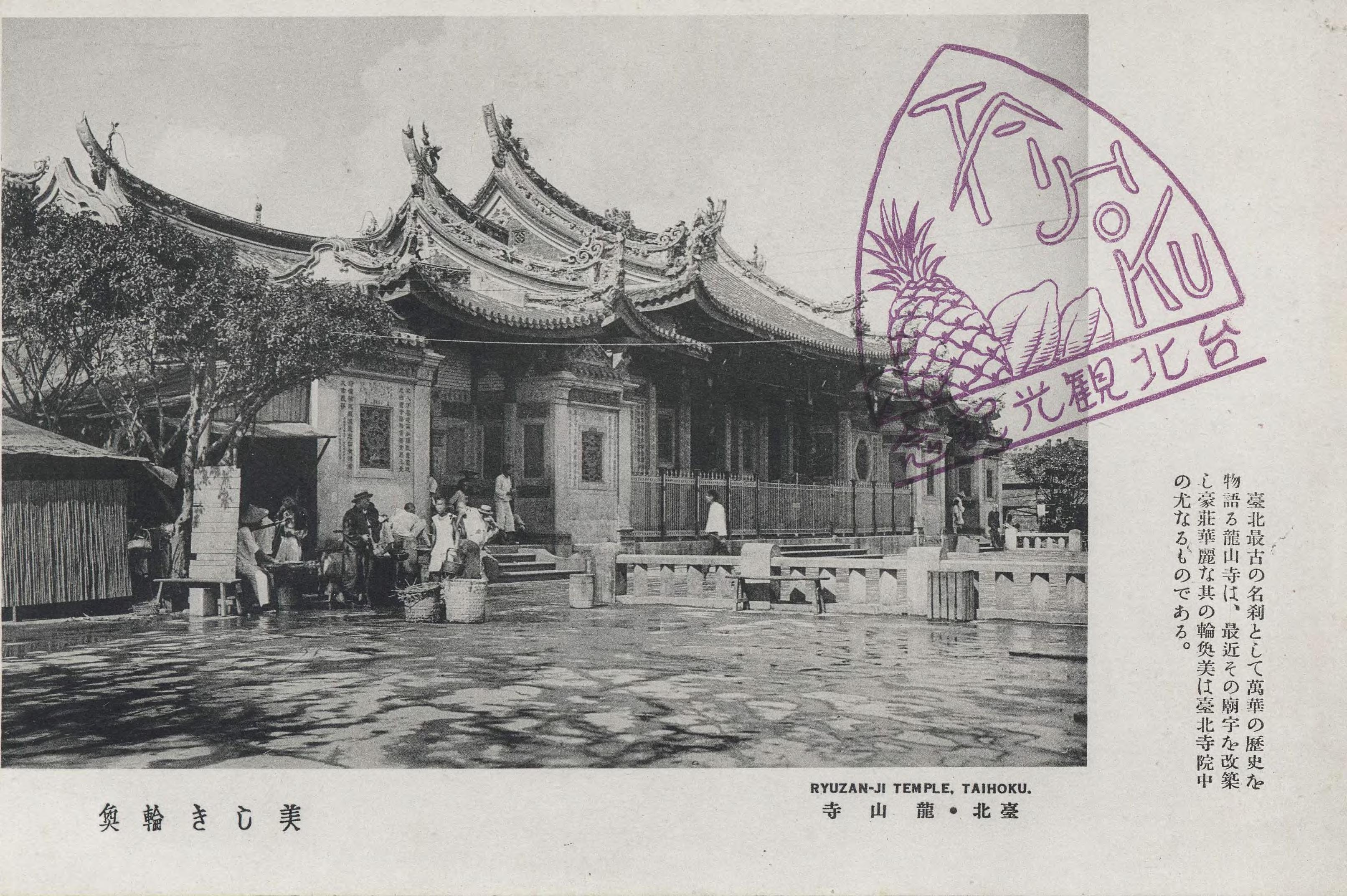
1920年代的龍山寺明信片

1896年，廟址作為臺北廳艋舺區長役場。同年，台北本島人紳商協會此創設。
1903年，日人在此設教育公堂。
1919年，日本政府開闢今日的廣州街，於是寺前水池改成噴水池，寺前土地轉於台北市市役所。該年，住持福智和尚（原名吳燦明）捐出積蓄七千二百元，並由地方集資，聘請王益順設計圖樣，邀得陶匠洪坤福、雕花匠楊秀興、石匠辛阿救、蔣金輝、彩繪洪寶真廿多位至臺灣，此後和艋舺清水巖、大龍峒保安宮并稱台北三大廟門。
此次整修融以西方色彩，如龍柱或花鳥柱之柱頭加上希臘式柱頭。石材大量使用泉州白石及玉昌湖青石。屋頂兩座藻井及複雜的網目如意斗栱，構成繁麗，亦是日後他廟模仿的對象。鐘鼓樓屋頂為轎頂式，有如古代盔帽，日為臺灣多寺廟之鐘鼓樓皆仿之。
也在臺灣首創使用銅鑄龍柱，為李祿星所作。
1945年5月末，大殿毀於臺北大空襲。1927年恭奉於殿中的黃土水作品《釋迦出山像》遭毀。

### 戰後時期

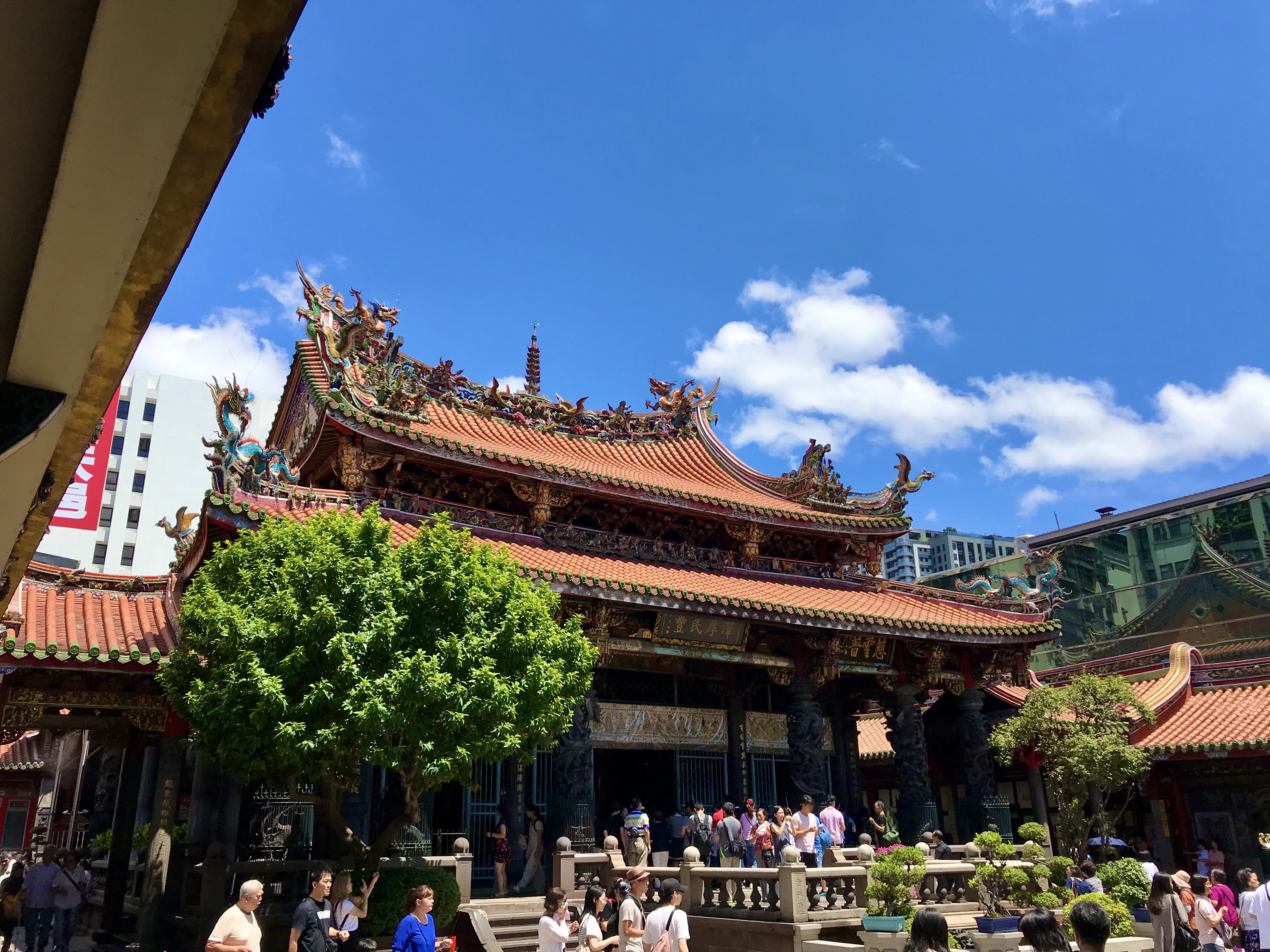
正殿

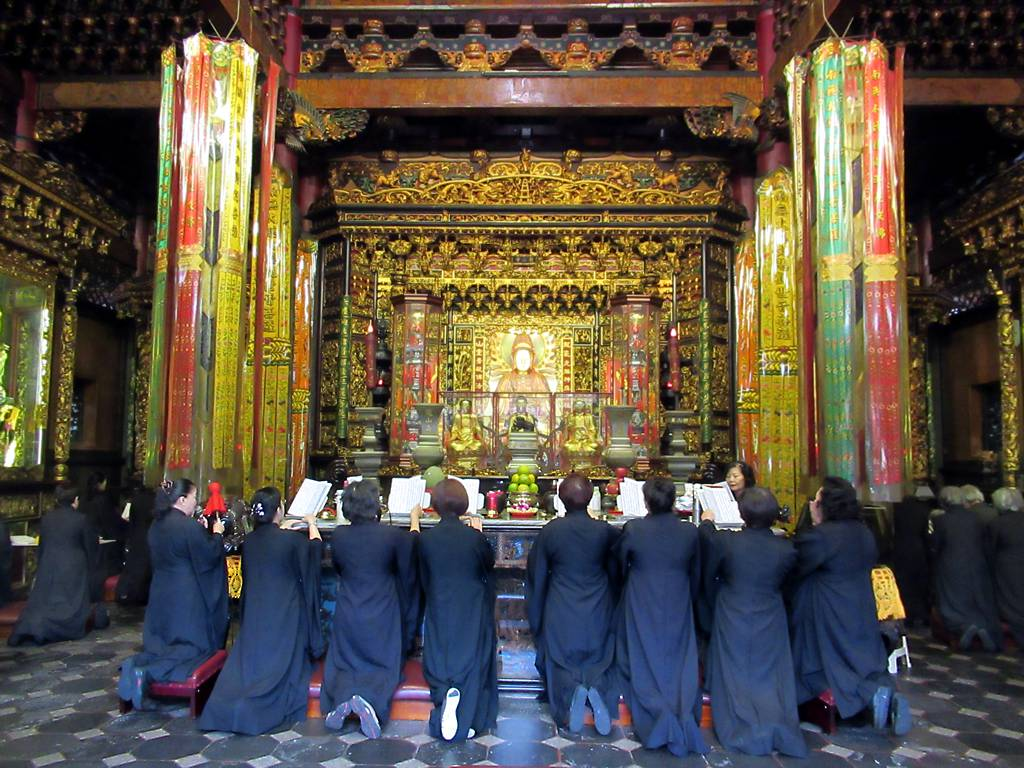
正殿信眾團誦

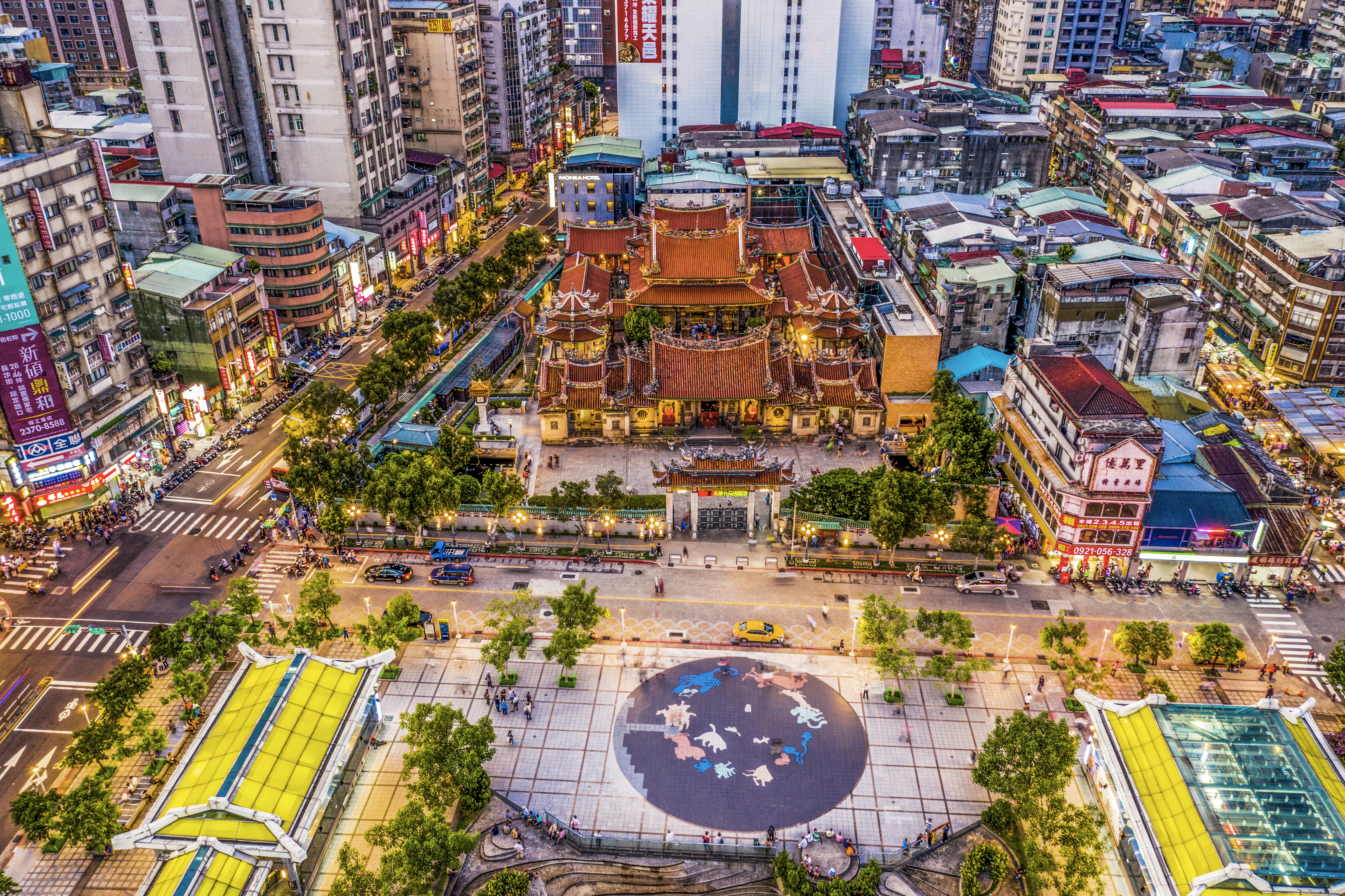
龍山寺空拍照

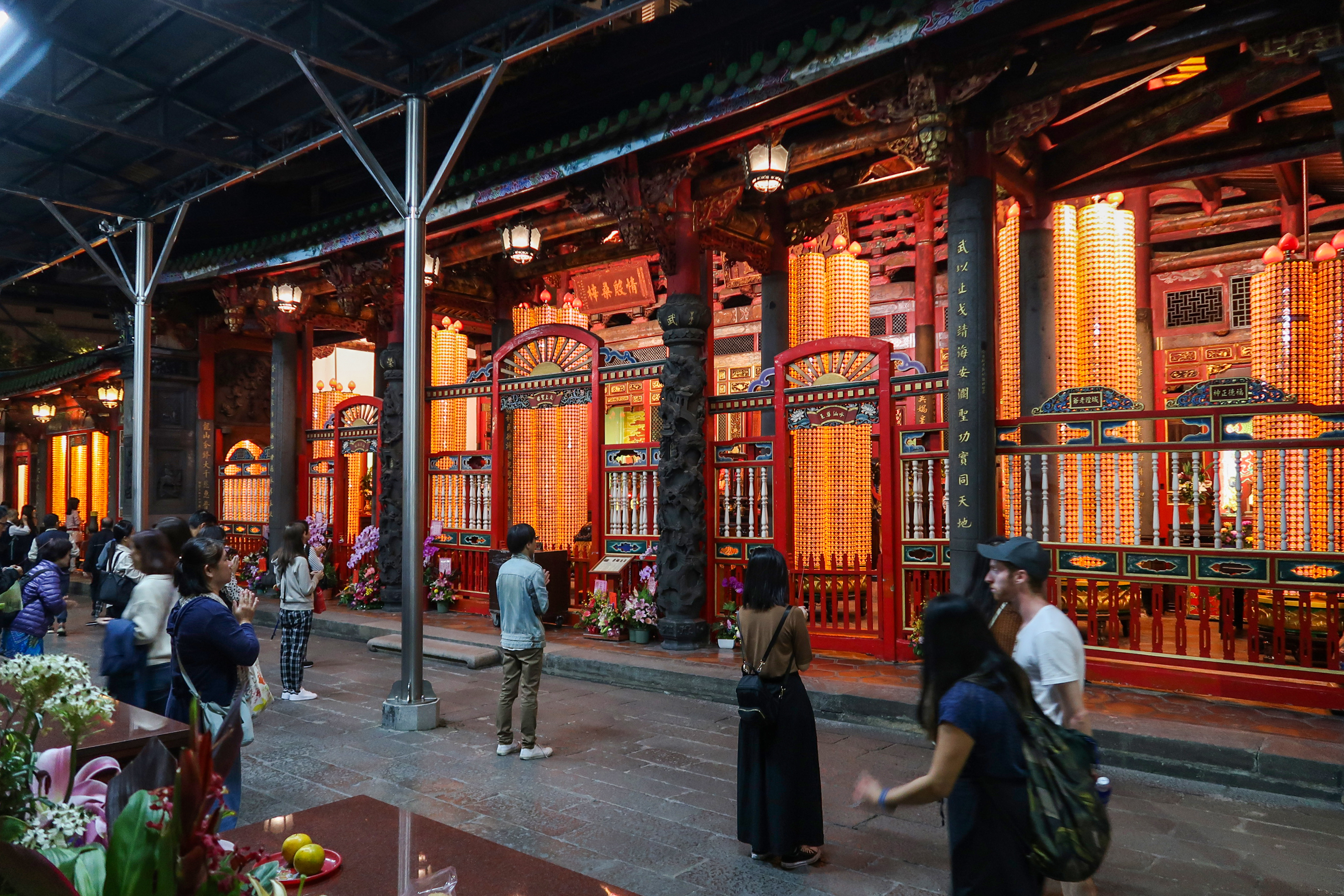
後殿

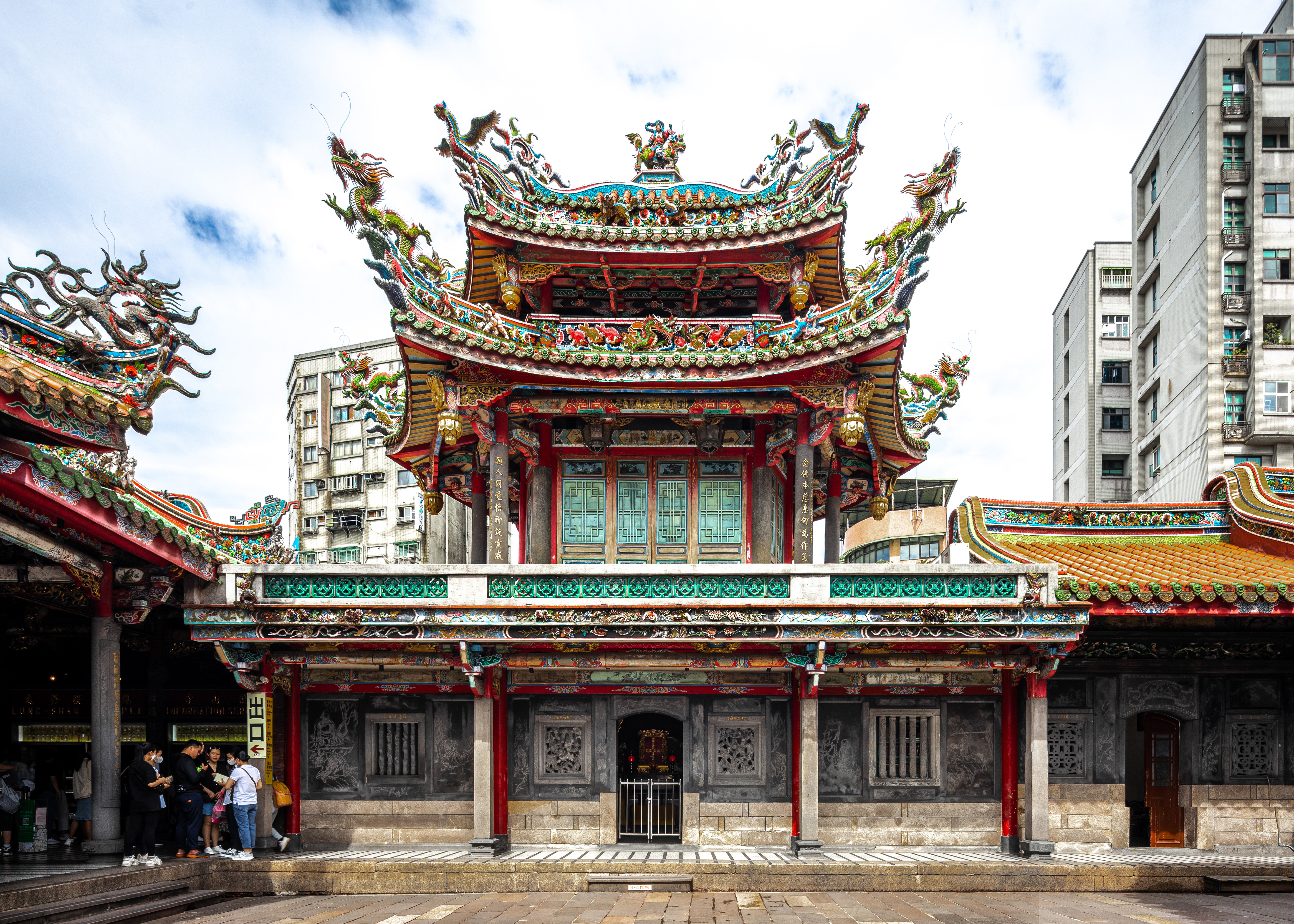
鼓樓

廟址為廣州街211號。曾為國軍宿舍、國文國語講習所等，1951年指定為名勝古蹟。
1953年，仕紳黃啟瑞、黃玉對、黃崇西、周百鍊等發動重修大殿，由黃啟瑞、黃玉對分任籌備委員會正副主任委員。此次為王世南掌稿尺，因他為王益順姪孫，圖稿相傳，所以大致維持原貌及規制。其飛簷上裝飾八仙過海、聖獸飛禽等栩等剪黏，《三國演義》、《封神榜》、唐明皇遊月宮等歷史故事都是簷下彩繪的素材，殿頂斗拱是以一萬八千餘塊小木塊銜接而成，以七層螺拱像徵七生輪迴因果報應。黃龜理負責該殿的鑿花（木雕），與另一位泉州師曾銀河對場，殿上四角鰲形雀替就是他們作品。六年下來，資材達新台幣四百萬元，1959年9月20日舉行安座典禮。幾次的整建翻修，從泉白、青斗到觀音石，從陶瓷磚到賽璐璐和馬賽克，標識著時代改變的痕跡。
1963年8月5日，成立名為「台灣省台北市艋舺龍山寺董監事會」的財團法人，互推吳永言為董事長，計劃分期美化庭院及附近環境，使該寺發展為台北市區一理想的遊覽觀光勝地。1966年10月4日，台北市政府召集有關單位會商龍山寺周圍攤販的整頓計劃，決定在龍山寺對面公園內設立商場以收容違建攤販，作為觀光區。1967年7月1日，市長高玉樹前來巡視剛整頓好的龍山寺四周環境、及建好的龍山商場後，建議綠化整個的龍山寺空地，使寺景以鬧中取靜方式在觀光客和市民的心目中煥然一新。同年10月31日，龍山商場開幕，具有二百五十六家攤商。在有了龍山商場、廣州街夜市加持，人潮更加踴躍，每逢選舉時，各候選人在此廟前作政見發表場地。1968年6月29日，市府建設局於整建龍山寺會議時作原則性決定，擬將建築牌樓，並築起類似行天宮圍牆，牆內將修整為庭園，並增建一個貴賓室，原有公廁將予以改建，同時興建一處地下或空中停車場，詳細計劃將由台北市建築師公會草擬圖案，交由市府民政、建設，工務等各局及龍山寺管理會組成的專案小組審查決定後，報市府核定。次月26日，建設局所訂的台北市發展觀光事業計劃通過，其中對龍山寺部分將選聘專家繼續整建。1970年6月10日，高玉樹表示龍山寺已是世界知名的廟宇。
1985年7月，董事會推選黃崇西為董事長。
1989年，文建會將《釋迦出山像》翻銅，贈與龍山寺。
1991年5月6日，台北市政府民政局長莊芳榮、省住都局處長薛琴、中原大學建築系副教授楊仁江及閻亞寧等人，到現場勘查屋頂腐蝕。同年7月，董事會改選，黃種煌出任董事長。
1992年3月13日，舉行改建案審查會，參與者有台北市民政局主任祕書鍾則良、第三科股長吳容輝及科員呂清源，學者則有文化大學建築系副教授李乾朗、中國工商副教授閻亞寧、台灣省住都局處長薛琴等及龍山寺董監事。
1994年調查此寺為外國觀光客愛來的景點排第二、次年第三。
2000年7月，董事會推選黃欽山出任董事長。
2001年2月17日，廟方耗資二千五百萬元，大修中殿，大木作由龔鼎旺執篙尺，剪粘及彩繪分由陳義雄和蔡龍進負責。
2018年7月，原副董事長兼寺務董事黃書瑋升任董事長。
同年11月12日，文化部公告艋舺龍山寺從市定古蹟升格為國定古蹟。

## 社會逸聞

### 港女學生自殺事件
2022年9月29日近中午，監視器拍到一名從香港赴臺灣就讀龍華科技大學的十九歲鍾姓女子進入寺方女廁後，又至廟堂跪著擲筊，情緒逐步崩潰、淚流滿臉，又回廁所內。下午清潔人員發現廁格有異，請保全破門後，發現該女已輕生，並留有紙條，寫「對不起，麻煩你們了，要清理很麻煩，請各位原諒我、不要隨便跟靈界的人溝通」等字句。

## 歷代住持
艋舺龍山寺開山廳供奉之《開山歷代祖師暨住持及諸位禪師蓮位》，位上觹刻有歷代住持計：怡清禪師、法忍禪師、永昌禪師、悅修禪師、意來禪師、福智禪師、覺力禪師、妙應禪師、真常禪師、觀妙禪師、通明禪師、慧印禪師等12位。1960年，時任住持達華禪師由於辭職之故而未被列入蓮位。

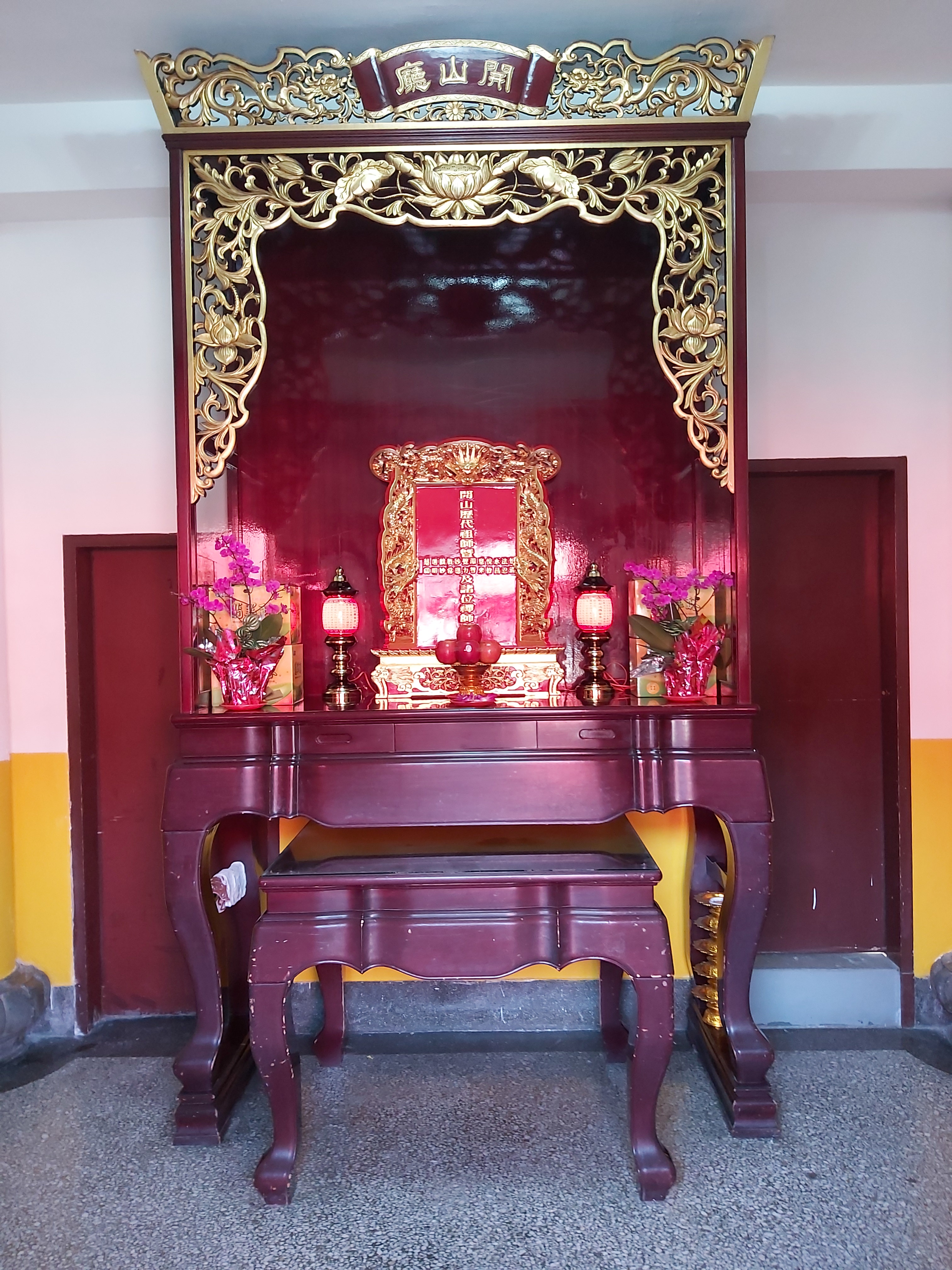
開山廳
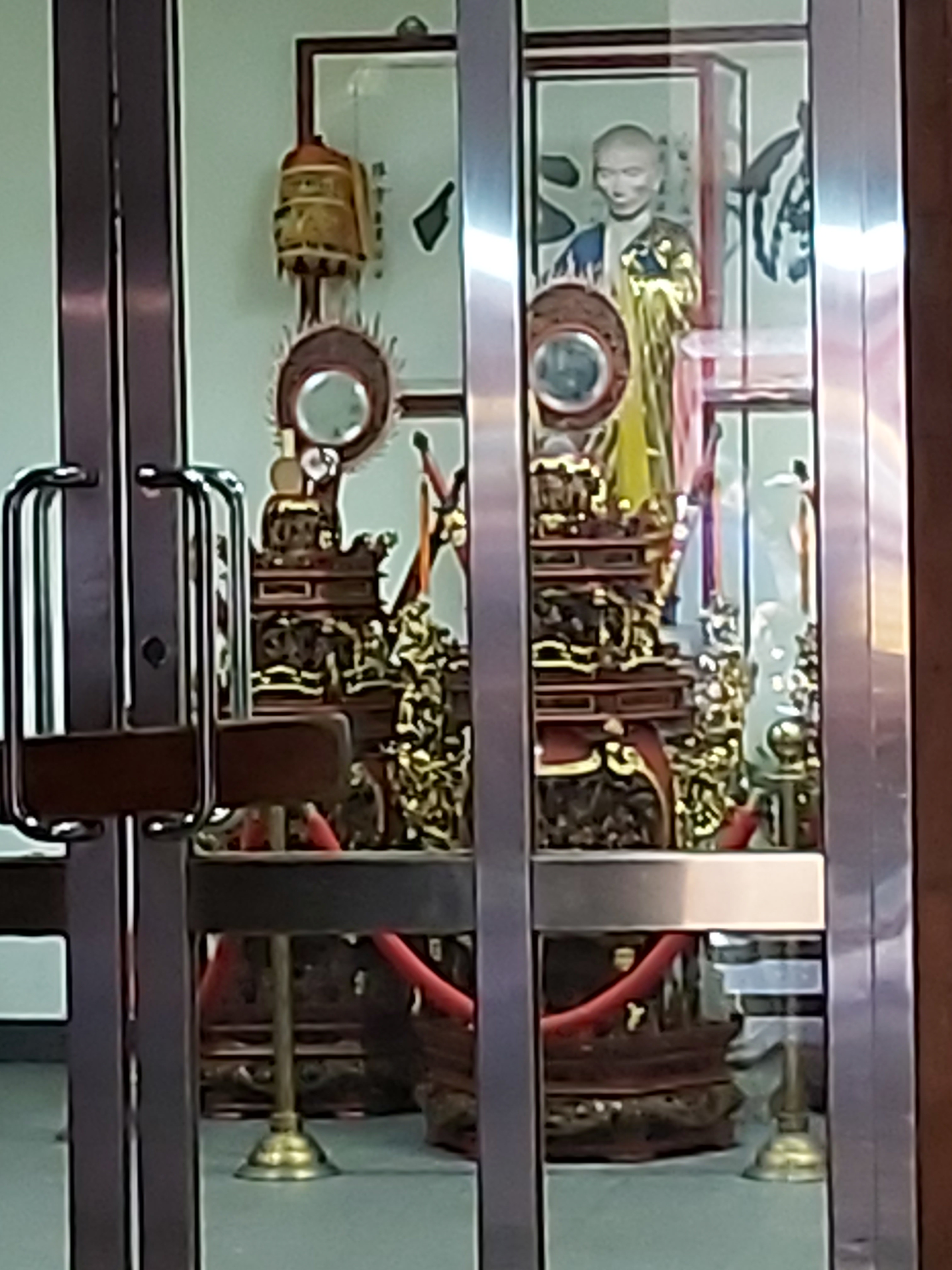
福智大師紀念堂
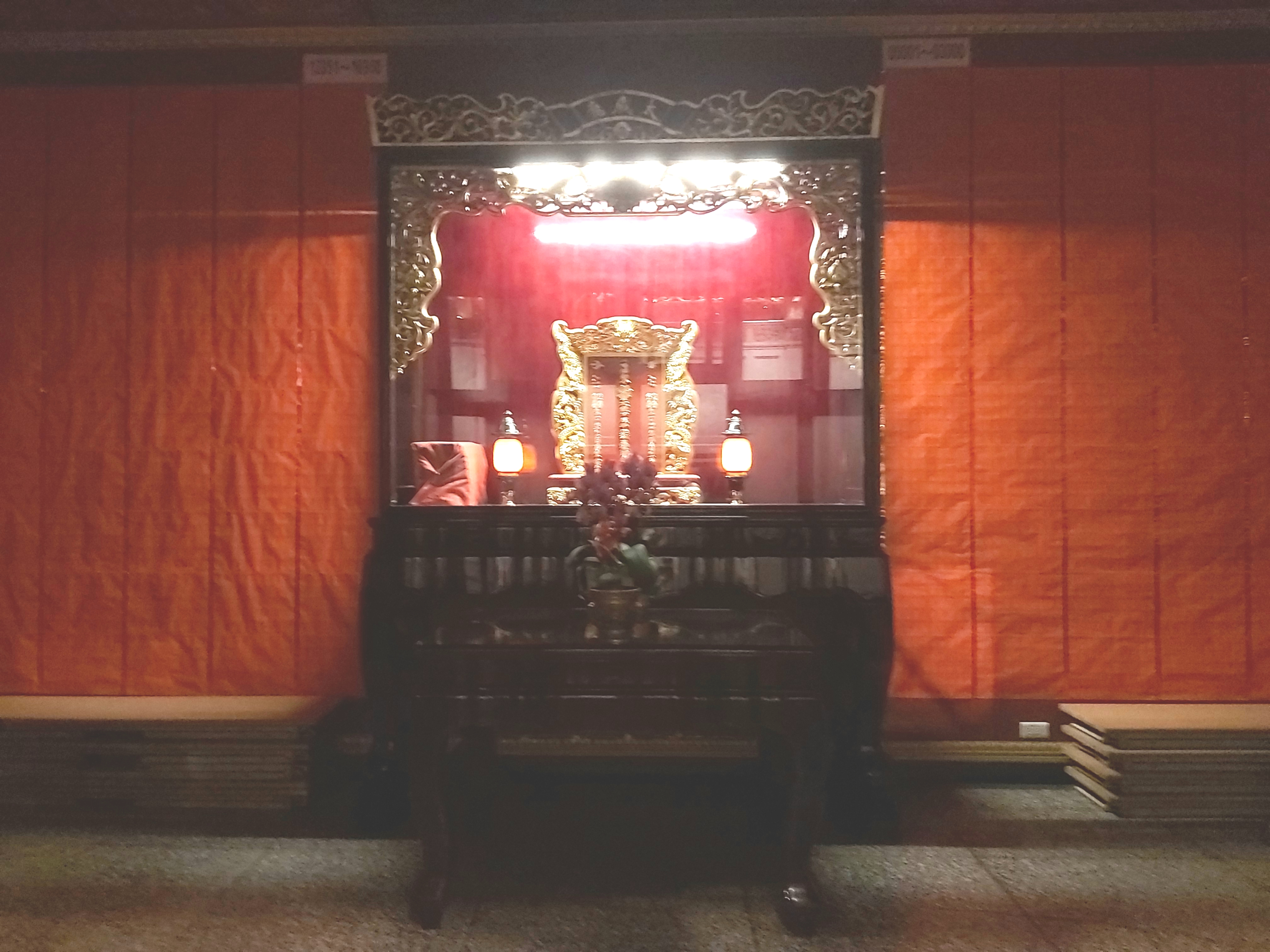
太歲廳

## 祭祀慶典

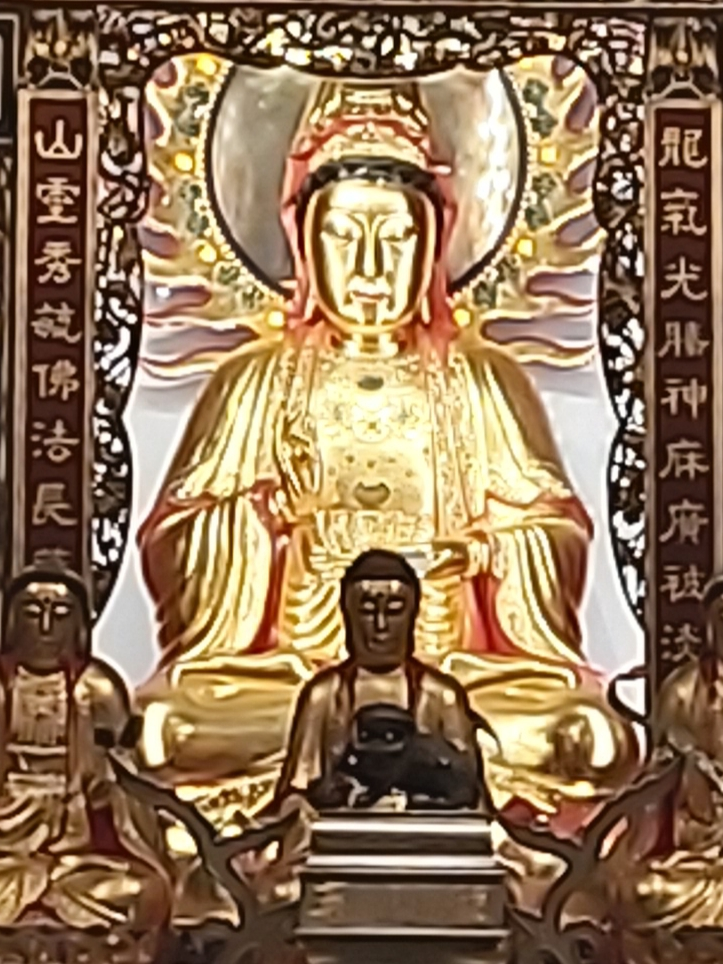
正殿內部的觀世音菩薩像

祭祀與當地商圈有密切關係，清嘉慶年間艋舺龍山寺祭祀組織有「四大柱」，分別是南安人的武榮媽祖會、屠宰業的螺陽公會、晉水媽祖會、金紙業的金晉興公會。戰後還有觀音會、念佛會、北郊金萬利、龍山商場、西義堂、金得利會、及張德寶號，這些民間團體散佈在廣州街、西昌街、桂林路一帶。
日治時期此廟的頭人黃玉對等士紳，與臺灣總督府關係匪淺，臺灣總督履職次日，一定到來此上香，逢慶或祈安活動，更從不缺席。
日治末期，受到日本政府緊縮政策影響，一切活動簡約為要，至戰後時期大殿重修後，主事者倡議恢復佛教清淨簡樸的儀式，以佛教法會替代建醮，祭品也儘量以素果為主，比起臺灣其他寺廟動輒三朝、五朝、七朝的建醮規模比較，素樸許多。

### 元宵
寺方的元宵節花燈展覽，不論那個生肖年次，一定展出龍形花燈。昔日習俗是從除夕當天開始，到農曆二月十九日觀世音菩薩聖誕前，婦女會來鑽燈腳，意謂婦女求子添丁。

### 副祀

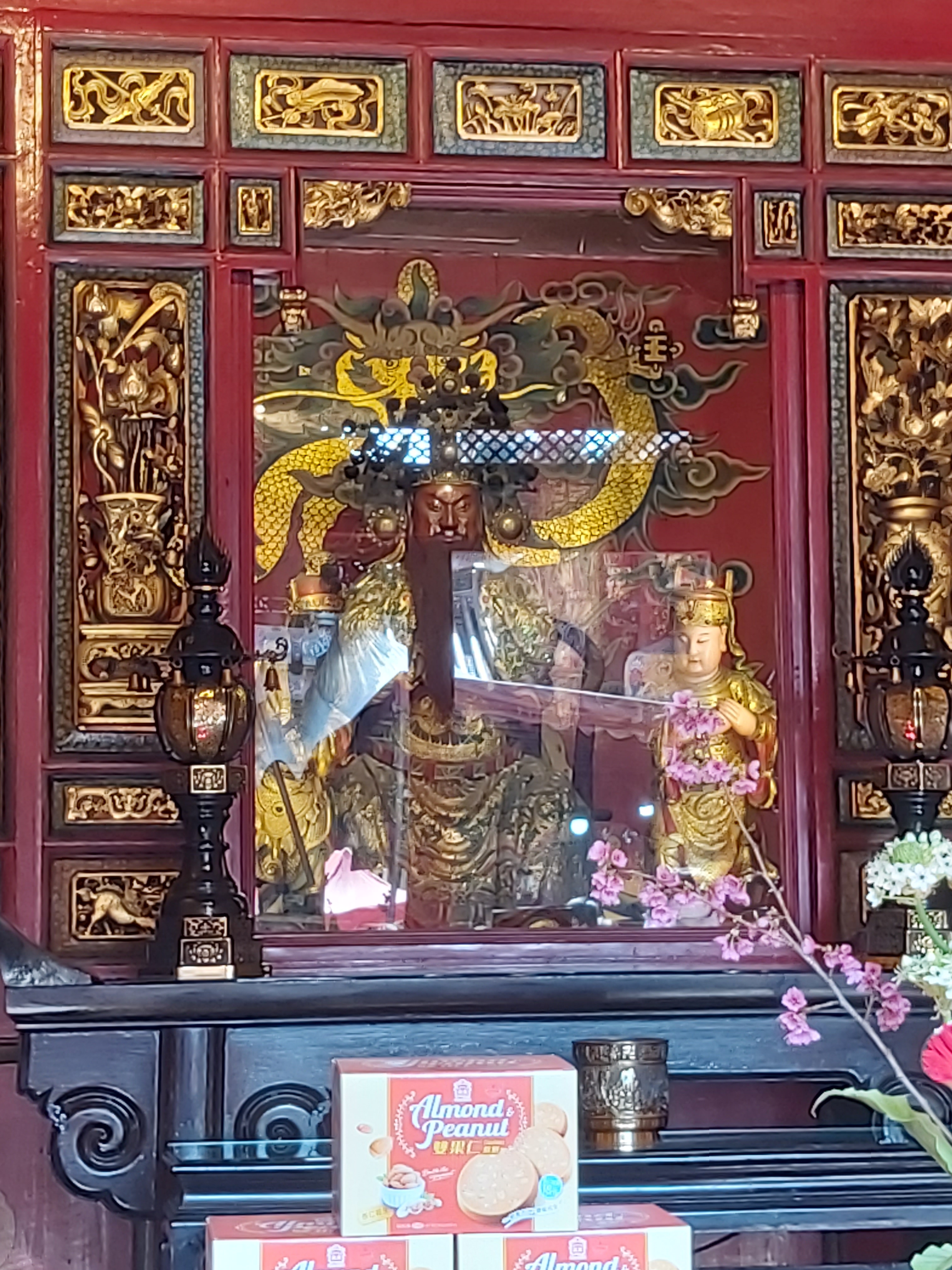
後殿關聖帝君殿內的關聖帝君像

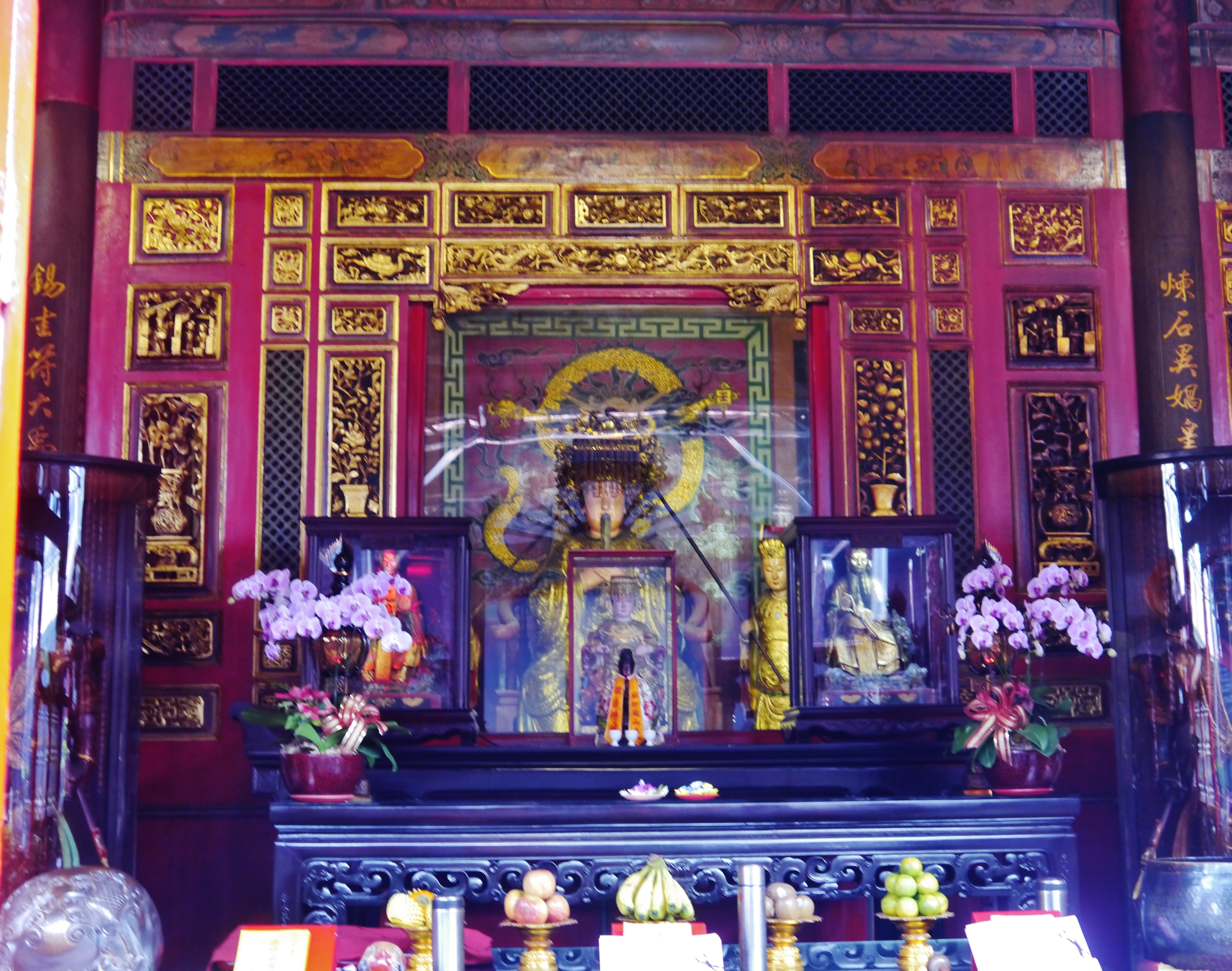
後殿天上聖母殿內的天上聖母像

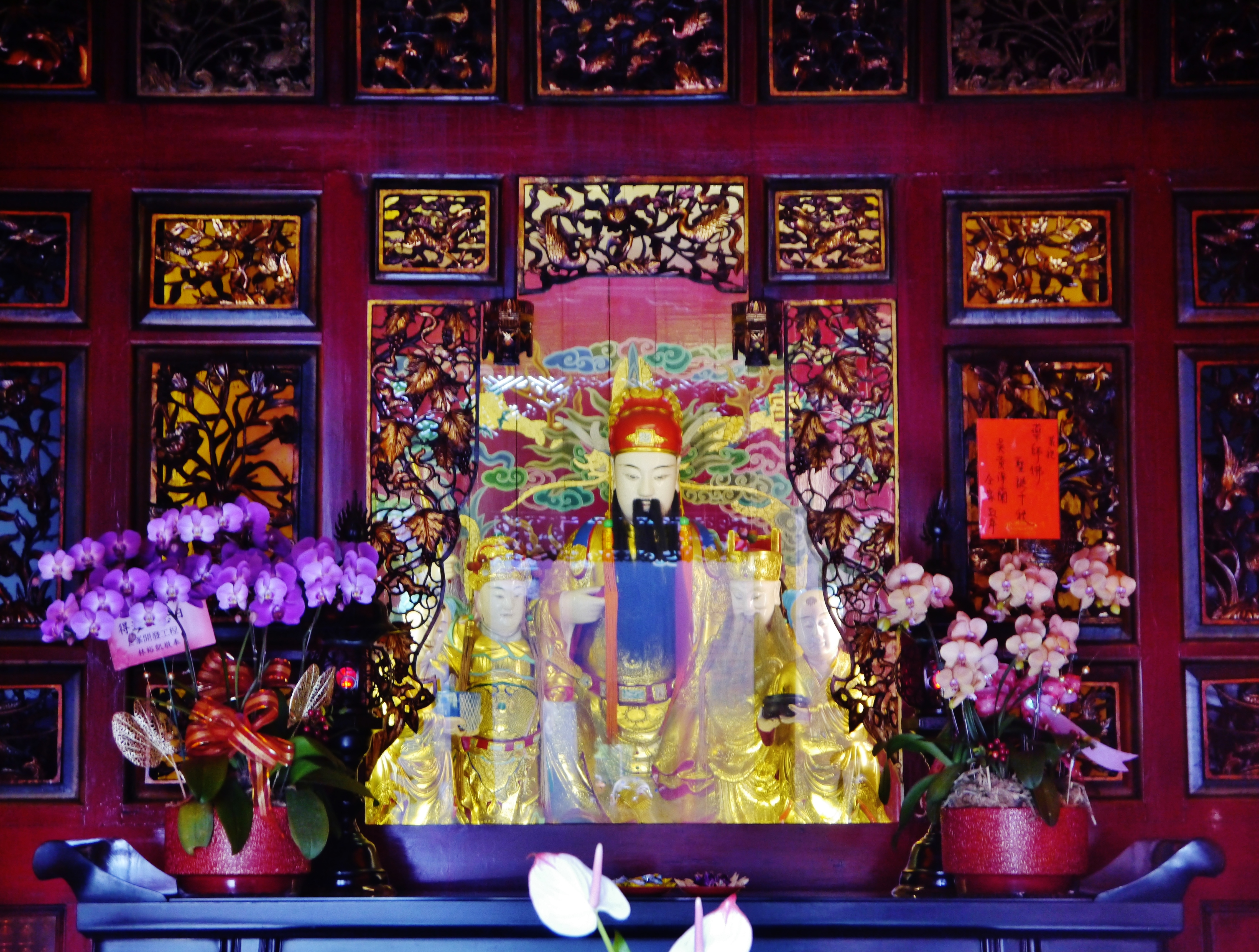
後殿文昌帝君殿內的文昌帝君像

正殿除觀世音菩薩外，還有文殊菩薩、普賢菩薩、羅漢和護法。後殿有天上聖母殿、文昌帝君殿、關聖帝君殿，一旁還有華佗廳、月老廳、太歲廳等。天上聖母殿還有水仙尊王、註生娘娘，另有城隍爺、土地公等神，以及十二婆姐、池頭夫人等神。其中華佗原本是一家中藥舖所供奉，送到寺後因來發現有不少人拜，就為祂設置獨立廳堂。月下老人則是2001年才應需求增加。

### 進香
桃園內壢的內壢庄、埔頂庄與八德的茄苳庄、白鷺庄、廣興庄、高城庄，有輪值八德寶仁寺觀音的習俗，稱為「觀音媽過頭」，其香火來自艋舺龍山寺。每年農曆五月初一，信徒會先齊聚在茄苳三界廟元聖宮，到艋舺龍山寺進香。

### 中元
李乾朗解說，艋舺的龍山寺與地藏庵，同樣是乾隆年間蓋的，且自古以來地藏庵都是龍山寺管轄，寺方巧妙用人生與死後世界用一條小巷——「青草巷」做區分。
當地因三邑人居多，因此萬華的中元祭都由龍山寺為主辦，農曆六月二十九日，先在艋舺地藏庵豎燈篙，七月一日普施，這時才接著在龍山寺豎上燈篙。七月十三日在廟西廂前埕拜「樹蘭花腳」，十四日燒五泉廟紙厝。閩、粵之民素有械鬥傳統，放水燈的儀式很容易就與各姓、各庄或各縣之間的意氣之爭相結合，拚比味道濃厚，萬華在械鬥遺風未去前，以龍山寺為中心的放水燈就由三邑幫商戶支持、艋舺清水巖由安溪籍商戶支持，以此類推，各街各廟，各擁有他們的支持者，每屆中元，不止籍與籍競爭、街與街別苗頭，甚至頂街與下街、姓氏與姓氏之間，也互相拚比，燈排的規模和樣式，較諸元宵舞燈，只有過之而無不及。
2014年1月13日，北市古物、民俗及有關文物審議委員會公告萬華龍山寺中元盂蘭盆勝會為無形文化資產。

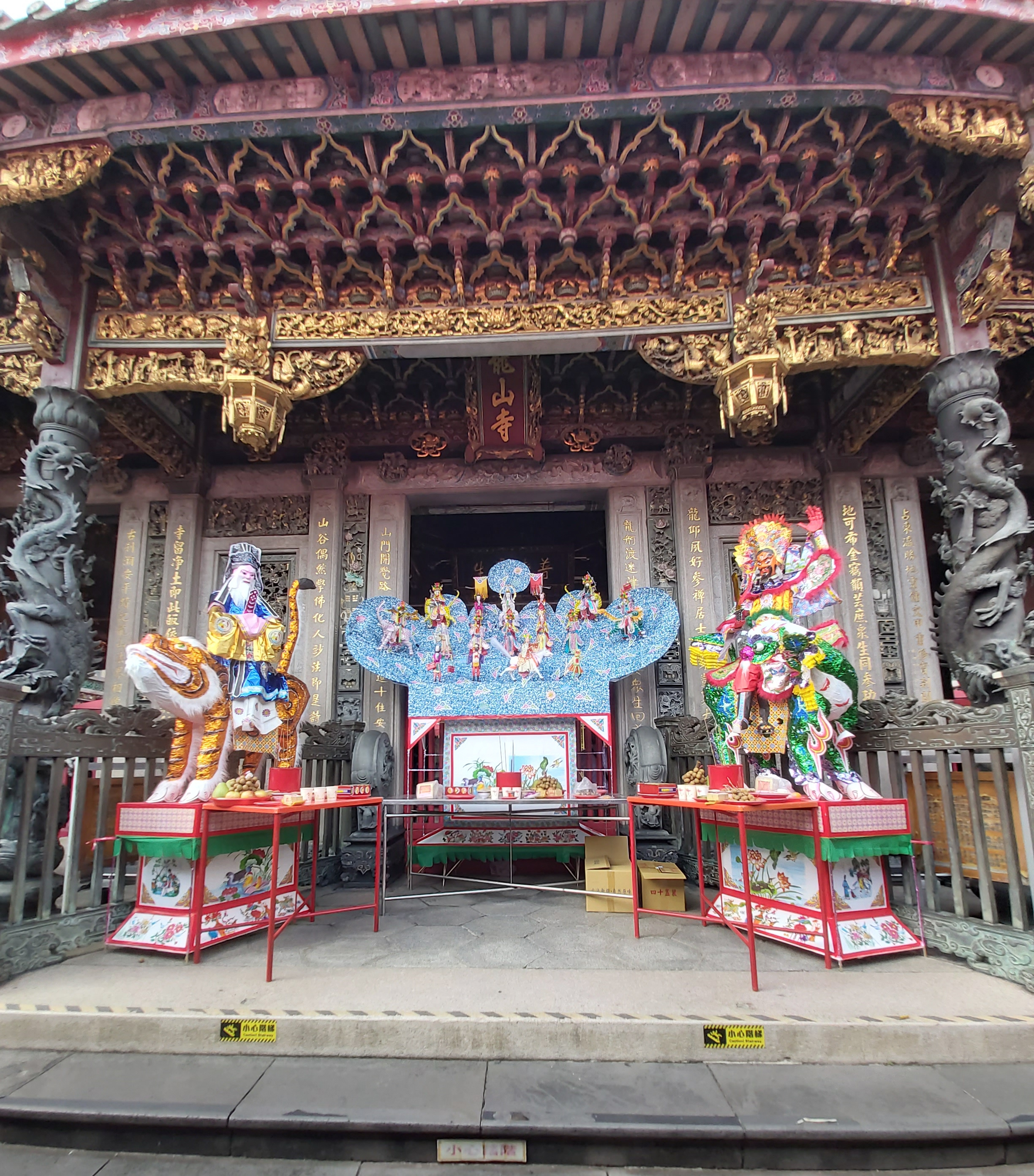
普陀巖、土地神與山神
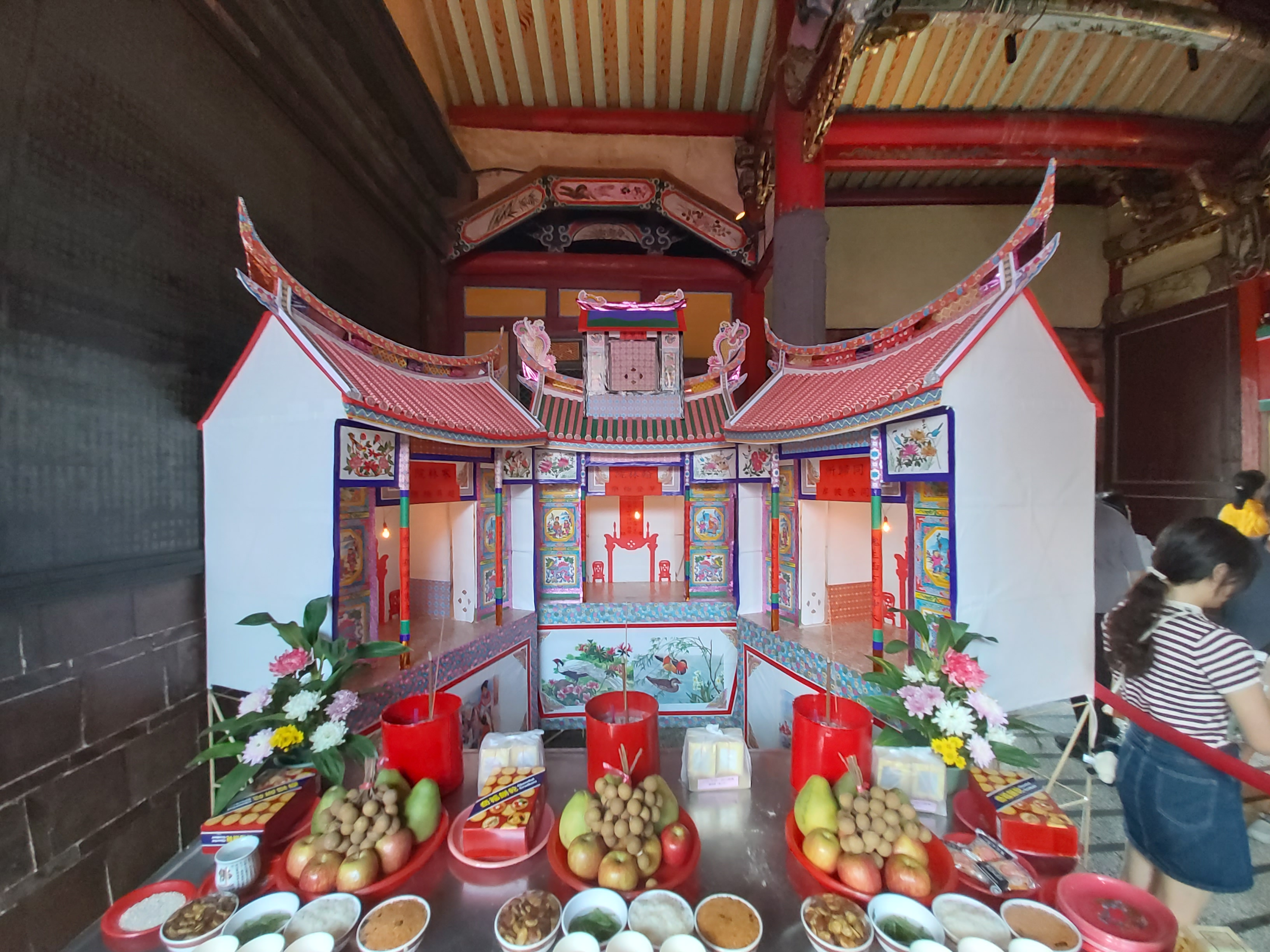
翰林院、寒林院與同歸所紙厝
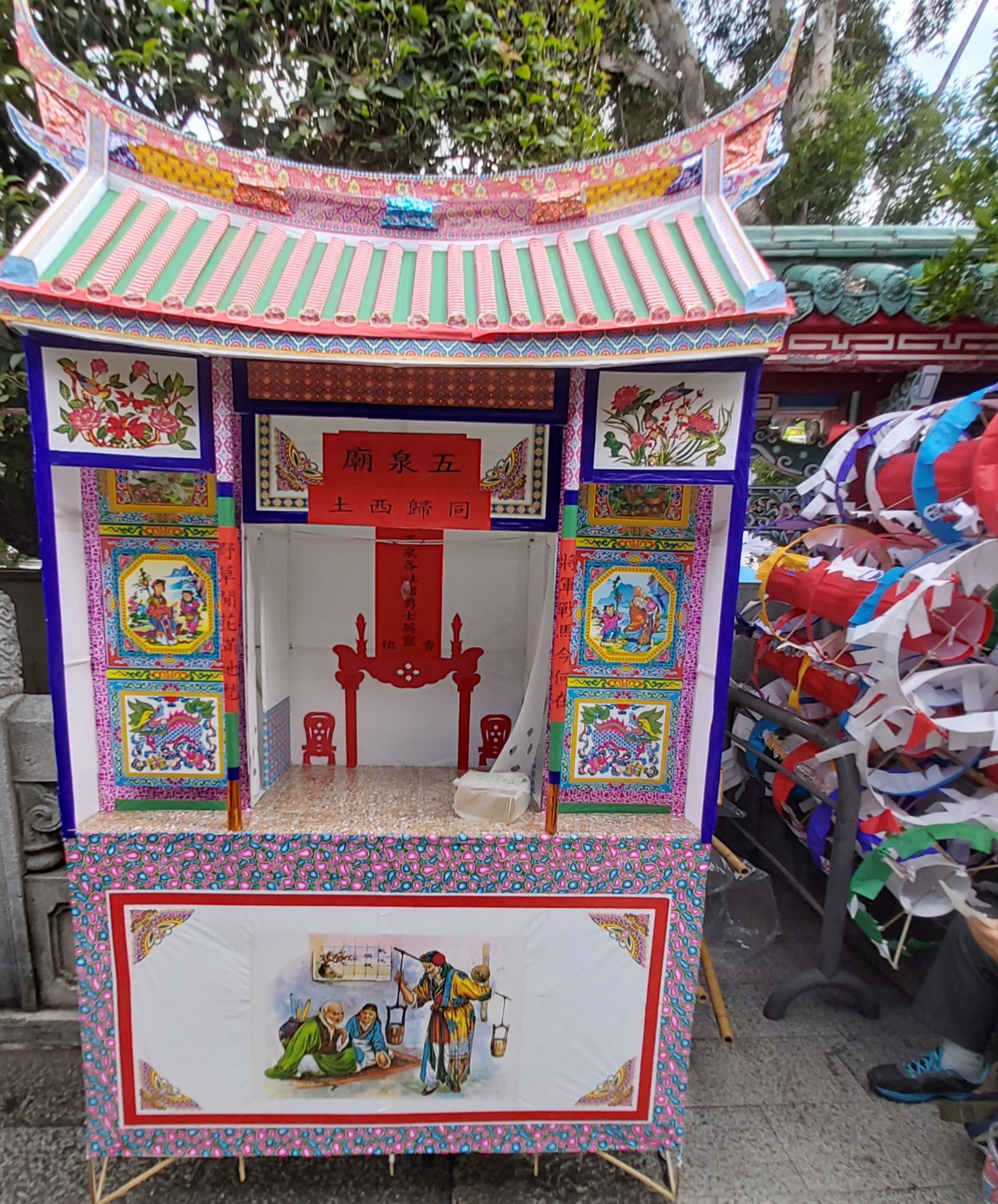
五泉廟紙厝
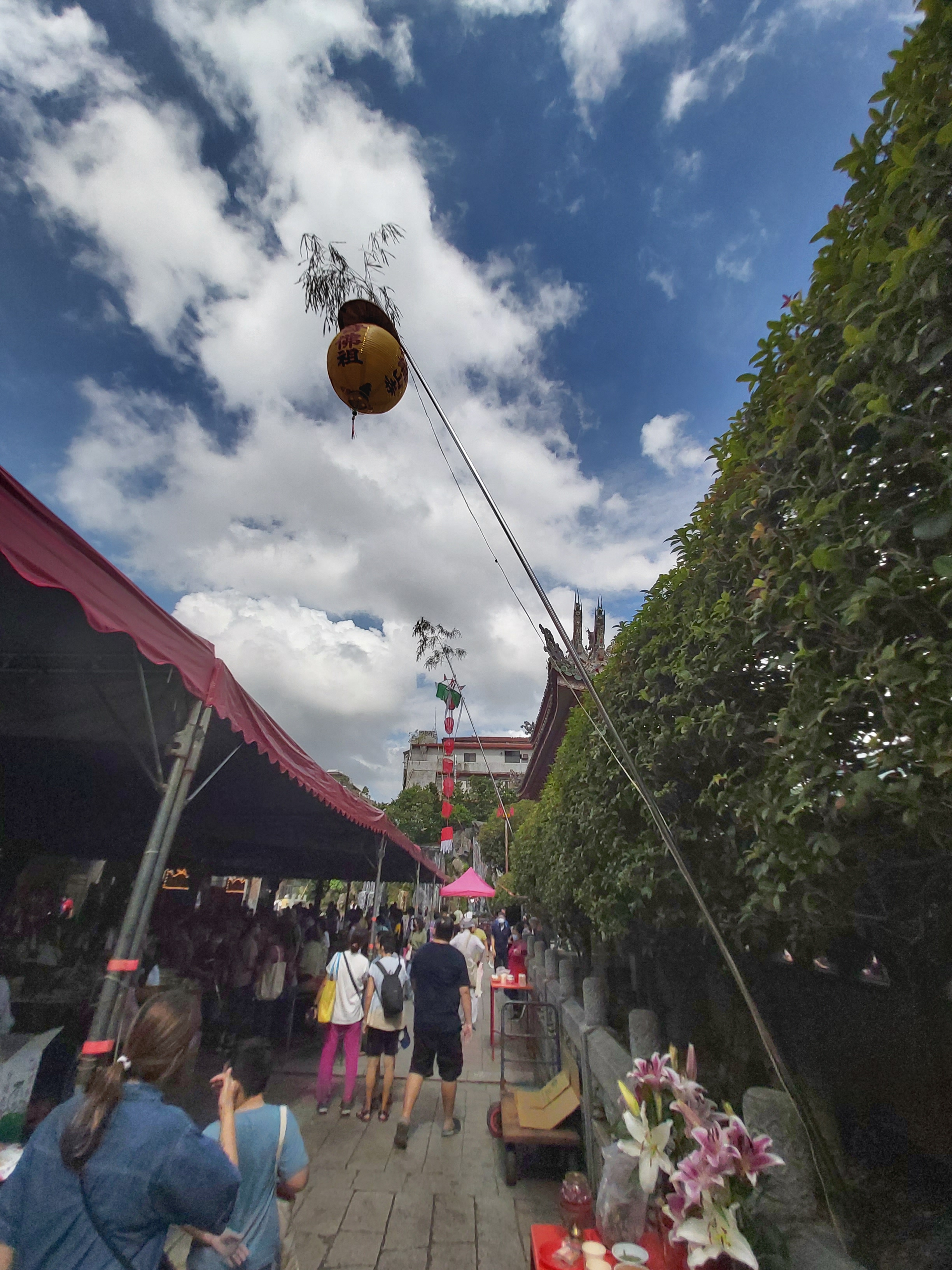
普渡燈篙

### 香紙
依附龍山寺而起的是金銀紙業，根據日人於1904年調查，北市香燭銀紙製造商約六十餘家，在萬華者就有四十一家，西昌街一帶的黃和裕金紙行、老明玉香鋪店均有百餘年歷史。每逢初一、十五或重大宗教慶典，此寺金亭煙塵所造成的空氣污染，造成當地富民里居民多次向里長反映、及向環保稽查大隊檢舉，龍山寺也曾規定停燒金紙，但往往一個月就在信眾與商家的抗議下不得不解禁。2000年4月1日，主持慧印法師與馬英九市長簽約，自2000年10月1日正式停止燒金紙，前三個月為過渡期。
2015年5月29日，廟方宣布鑒於周邊測得的懸浮粒子濃度較北市平均值高，經過向觀音請示並獲三個聖筊後，自6月15日起，將原本的七爐減半為三爐，且香枝改採環保香。2017年6月16日，天公爐及後殿媽祖爐封爐，只保留觀音爐，市長柯文哲、台灣大學校長楊泮池、台大醫院創傷部主任陳晉興應邀參加，廟外有線香、金紙相關產業抗議，指責為政府轉移火力發電廠、化學工廠等汙染大戶的注意力。2019年巴黎聖母院大火後，促使廟方5月1日燭台停止使用，並不再提供蠟燭販賣。
2020年3月13日後停止供香，也禁止信徒自行攜帶，成為台北行天宮後第二座不燒香的台北市廟宇。

## 外部連結
- 官方网站
- 艋舺龍山寺的Facebook專頁
- 臺北龍山寺-交通部觀光局 （页面存档备份，存于）